# Mollschütz
Mollschütz ist ein Ortsteil der Gemeinde Molauer Land im Burgenlandkreis in Sachsen-Anhalt.

## Geografie
Mollschütz liegt zwischen Jena und Naumburg (Saale) an der Landesgrenze zu Thüringen. Der Ort befindet sich etwa 12 Kilometer südwestlich von Naumburg zwischen der Saale und der Bundesstraße 88.

## Geschichte
1378 erfolgte die erste urkundliche Erwähnung von Mollschütz. Mollschütz gehörte ab 1652 als Exklave zum kursächsischen Amt Tautenburg, welches aus dem Besitz der Schenken von Tautenburg hervorgegangen ist und 1640 nach dem Tod von Christian Schenk von Tautenburg an das Kurfürstentum Sachsen gefallen war. Mollschütz war umgeben vom ernestinischen Amt Camburg und der zum kursächsischen Amt Naumburg gehörigen Exklave Abtlöbnitz.
Im Gegensatz zum Großteil des Amts Tautenburg, welches durch den Wiener Kongress 1815 an das Großherzogtum Sachsen-Weimar-Eisenach abgetreten wurde, kam Mollschütz mit vier weiteren Tautenburger Exklavenorten zum preußischen Landkreis Naumburg in der Provinz Sachsen. Da der Ort mit dem ebenfalls an Preußen gefallenen Nachbarort Abtlöbnitz vom ernestinischen Amt Camburg bzw. der thüringischen Kreisabteilung Camburg umgeben war, bildete er weiterhin eine Exklave bis zur Auflösung der preußischen Provinz Sachsen 1944/45.
Am 1. Januar 1957 wurde die bis dahin selbständige Gemeinde Mollschütz nach Altlöbnitz eingemeindet. Durch den Zusammenschluss der bis dahin selbstständigen Gemeinden Abtlöbnitz, Casekirchen, Leislau und Molau zur neuen Gemeinde Molauer Land ist Mollschütz seit dem 1. Januar 2010 einer von elf Ortsteilen dieser Gemeinde.

## Wirtschaft und Infrastruktur
Die Bundesstraße 88 verläuft östlich des Dorfkerns von Süd nach Nordost durch das Gemeindegebiet.